# When the Body Speaks
When the Body Speaks es una canción del grupo inglés de música electrónica Depeche Mode compuesta por Martin Gore, publicada en el álbum Exciter de 2001.

## Descripción
When the Body Speaks es una voluptuosa balada abiertamente dedicada al deseo carnal por alguien, sin más. Aunque bien pueda así resultar un tema descarado, en realidad es bastante romántico en su planteamiento lírico, además estuvo hecho con una instrumentación de violas arreglada y coordinada por Knox Chandler, y tocada por cinco ejecutantes, en lugar de los tradicionales sintetizadores de DM, resaltando su forma sobre todo de tema acústico, mientras el acompañamiento electrónico queda muy relegado aunque siempre presente.
Comienza con un efecto pulsante, rápidamente reconocible como la palpitación de un corazón, integrado con el arreglo de cuerdas, la guitarra acústica de Martin Gore en una notación media aguda a un tempo muy lento para hacerla oír triste y por último la suplicante letra en voz de David Gahan. Después de los estribillos tiene un pequeñísimo coro solo diciendo Oh, I pray too much (“Oh, rezo mucho”) el cual es cantado por Andrew Fletcher y Martin Gore, aunque con la gravísima voz de Fletcher en primer plano, lo cual es muy poco frecuente en las canciones de DM.
When the Body Speaks en su letra recuerda canciones como See You, A Question of Lust o incluso Shake the Disease, aunque es mucho más entristecida; y su forma recuerda temas de tipo lírico instrumental de DM como My Secret Garden o Waiting for the Night, sin embargo es más emocional y sensual al tratar expresamente sobre deseo y lujuria a la vez que sentimientos.
El arreglo instrumental lo vuelve un tema ambicioso de DM, únicamente puesto en práctica con anterioridad por DM en la canción One Caress de 1993, con la cual además tiene en común la sensualidad de su letra, sin embargo éste es más acabado en su arreglo de cuerdas; mientras la preponderancia de instrumentos acústicos sobre el elemento electrónico sería también evidente en otras canciones del disco como Dream on y The Dead of Night, las cuales a su vez son por completo distintas solo resaltando con When the Body Speaks la diversidad de la colección.
En su forma de llamado desesperado por el cuerpo de alguien al mismo tiempo que ser esencialmente una canción de amor, el tema contribuyó a la tan observada variedad de géneros en el álbum Exciter, pues antes que nada es una función acústica, y no ambiental, ciertamente no pareciéndose a casi nada anterior del grupo.

## En directo
When the Body Speaks, igual que casi todos los demás temas de Exciter, ha sido hasta ahora incorporada solo durante el correspondiente Exciter Tour, en el cual se interpretaba esencialmente igual que como aparece en el álbum, en forma electroacústica, aunque la característica sección de violines se reproducía desde sintetizador previamente grabada, desde luego ahorrando costos y personal en el escenario.
La única diferencia fue que la segunda voz la hacía solo Martin Gore sin Andrew Fletcher, como en el álbum.
Para 2013, el tema se reincorporó en escenarios, pero en una versión minimalista de forma acústica, con Christian Eigner, Andrew Fletcher y Peter Gordeno, quien además hizo la segunda voz, en sintetizadores y cantada por Martin Gore, para la gira Delta Machine Tour del álbum Delta Machine, básicamente una semi-reproducción de la versión acústica que aparece en el sencillo Goodnight Lovers del mismo álbum, continunando sus similitudes con el tema Waiting for the Night que fue interpretado en versión semi-acústica durante la gira Tour of the Universe.
- Datos: Q6167135